# Estación Prat
Prat es una estación ferroviaria que formó parte del Ramal que comunicaba Putaendo con San Felipe, la cual permitía el traslado de personas y productos agrícolas hasta la Estación San Felipe.